# Jógvan Sundstein
Jógvan Sundstein (Tórshavn, 1933. május 25. – Holbæk, 2024. július 8.) feröeri politikus, a Fólkaflokkurin (Néppárt) tagja. 1989-től 1991-ig Feröer miniszterelnöke volt.

## Pályafutása
Sundstein végzettségére nézve könyvelő, és számos vállalat igazgatótanácsának volt tagja. 1979-ben választották először a is a Løgting tagjává. 1980-tól 1984-ig, valamint 1988-tól 1989-ig a házelnöki posztot töltötte be. 1989-től 1991-ig Feröer miniszterelnöke volt, majd 1993-ig miniszterként dolgozott.
2008-ban kiadta emlékiratait, elsőként a feröeri politikusok közül.

## Magánélete
Szülei Johanna Malena szül. Jensen és Hans Jacob Matras Sundstein Tórshavnból. Nős, felesége Lydia szül. Marsten Klaksvíkból.

## Fordítás
- Ez a szócikk részben vagy egészben az Jógvan Sundstein című német Wikipédia-szócikk ezen változatának fordításán alapul.  Az eredeti cikk szerkesztőit annak laptörténete sorolja fel. Ez a jelzés csupán a megfogalmazás eredetét és a szerzői jogokat jelzi, nem szolgál a cikkben szereplő információk forrásmegjelöléseként.

## Külső hivatkozások
- Profilja, Løgtingið 150 - Hátíðarrit, p. 351 (feröeri)